# Cimetière juif d'Oświęcim
Le cimetière juif d'Oświęcim est lieu d'inhumation juif situé à Oświęcim, en Pologne, à l'intersection des rues Dąbrowskiego et Wysokie Brzegi. Le cimetière s'étend sur 1,7 ha et compte plus de 1000 matzevot, dont le plus ancien date de 1757. La dernière inhumation a eu lieu en 2000.

## Histoire

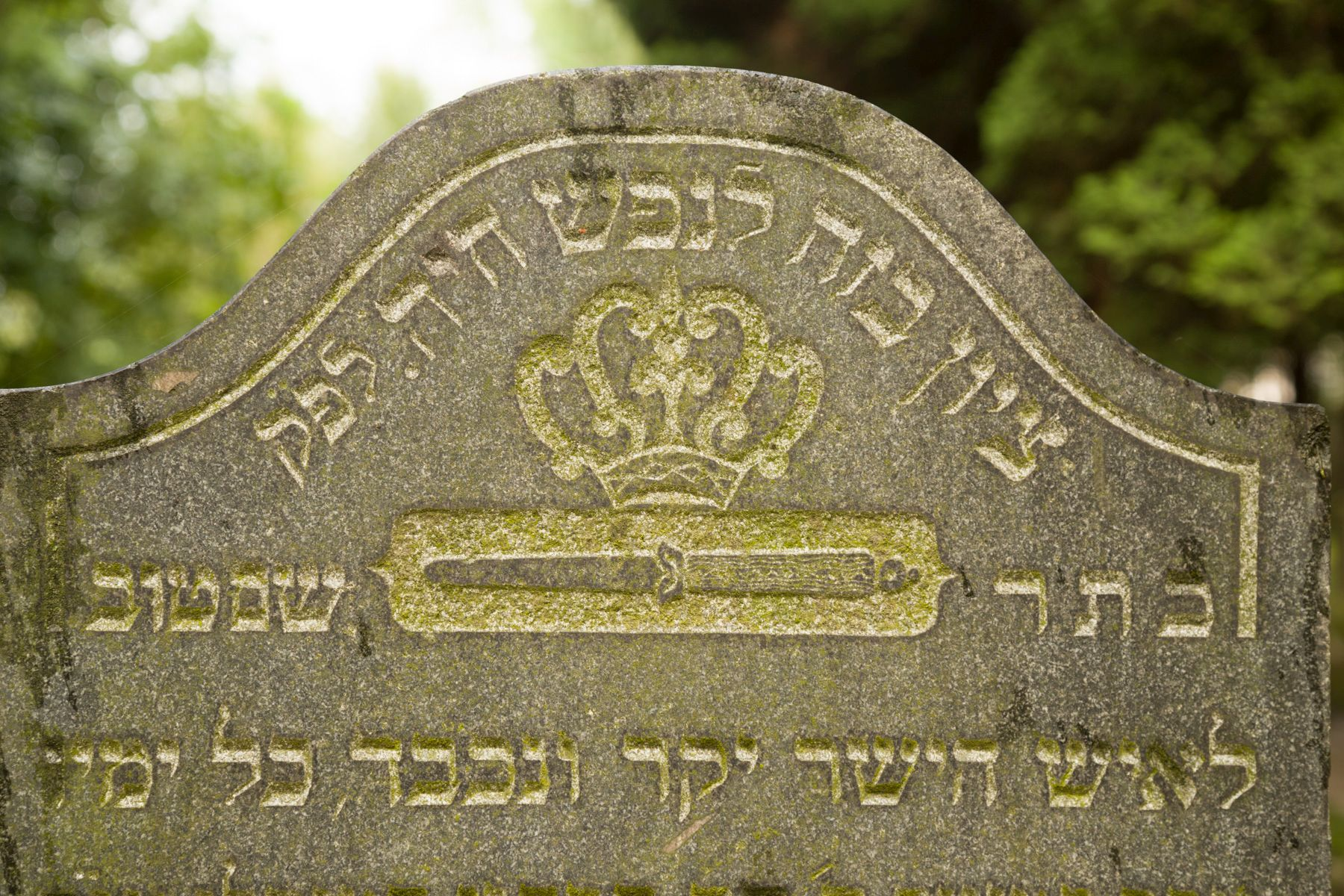
Fragment de la matzevah

### Création,XVIeauXIXesiècle
Le cimetière juif d'Oświęcim a été créé au milieu du XVIIIe siècle. Il a été précédé d'un cimetière antérieur, établi vers 1588 (des documents conservés indiquent que cette année un terrain a été donné à la communauté juive locale pour la construction d'un cimetière et d'une synagogue). Le cimetière d'origine a été fermé à la fin du XVIIIe siècle en raison de la réglementation de l'époque exigeant que les cimetières soient déplacés hors des villes. En 1784, un site a été marqué dans Oświęcim pour un nouveau cimetière juif, qui existe maintenant.

### Seconde Guerre mondiale
Pendant la Seconde Guerre mondiale, en juillet 1941, le cimetière est fermé par les autorités d'occupation allemandes, puis presque entièrement dévasté par les nazis. Les matzevot ont été utilisés comme matériaux de construction, jetés dans la rivière Soła, abandonnés ailleurs dans la ville. Les résidents locaux les ont trouvés à divers endroits après la fin de la guerre. Certaines des pierres tombales sont retournées au cimetière après la guerre.
Pendant la Seconde Guerre mondiale, le but de la destruction des cimetières était d'anéantir la culture juive. Afin d'humilier encore plus les communautés juives, les nazis ont souvent forcé les Juifs à participer à la destruction et à la réutilisation des matzevot - incl. contraints au travail forcé pour la réparation des routes, des trottoirs et des bâtiments, en utilisant, entre autres, pierres tombales comme matériaux de construction.
De plus, les autorités d'occupation ont limité la superficie du cimetière sur trois côtés, réduisant considérablement sa superficie. Une caserne pour travailleurs forcés a été établie dans la zone qui appartenait autrefois au cimetière. Les vestiges de la période de la Seconde Guerre mondiale sont, entre autres deux abris antiaériens en béton.

### XXesiècle

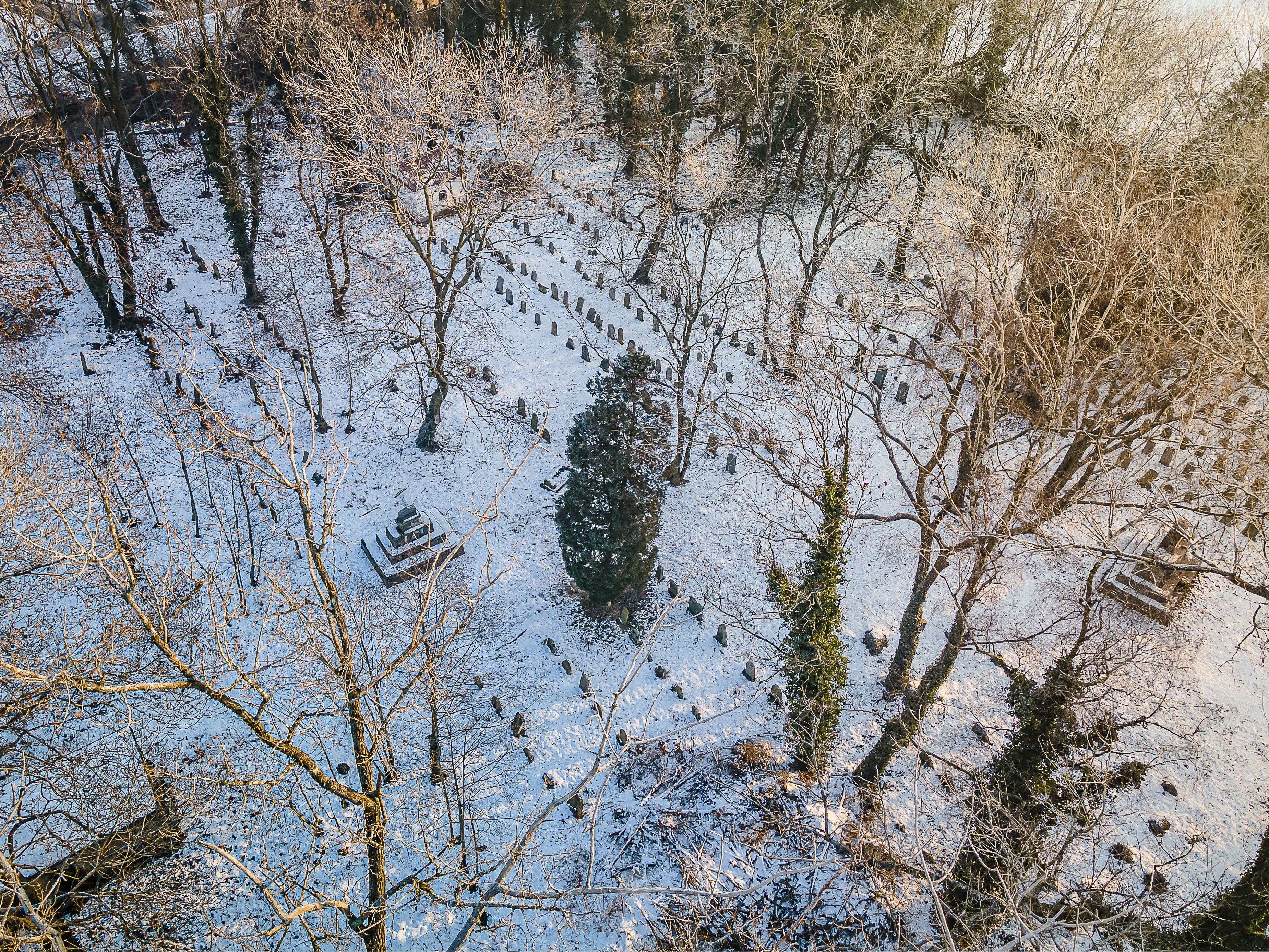
Cimetière juif d'Oświęcim en hiver.

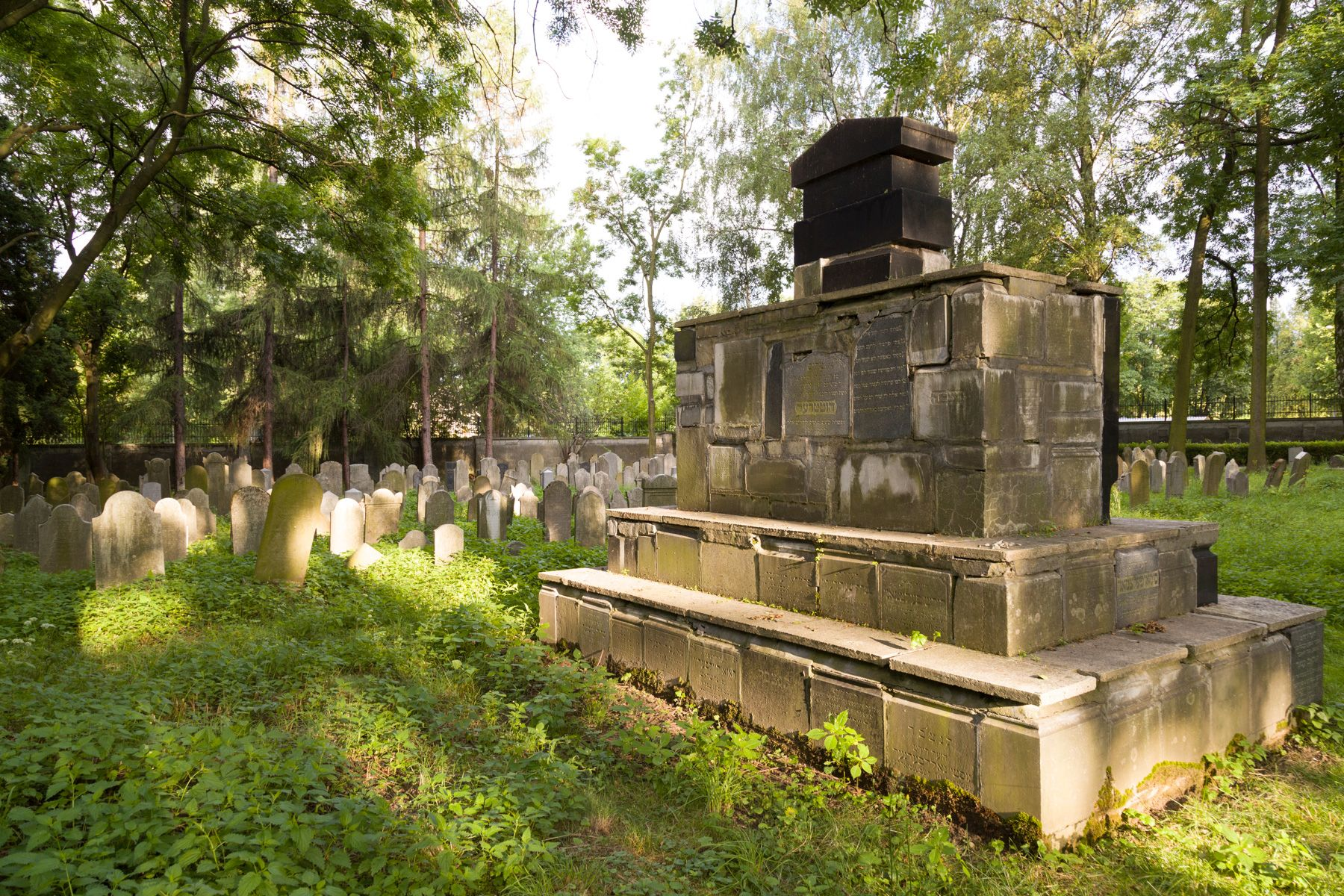
Une des tombes.

Après la fin de la guerre, malgré le retour dans la ville d'un petit groupe de survivants juifs, aucune inhumation n'a eu lieu au cimetière. Un petit groupe de résidents juifs qui sont revenus à Oświęcim après la guerre, ont lancé des activités visant à ranger le cimetière et à le restaurer. Pendant cette période, la zone du cimetière a été partiellement nettoyée et le mur qui l'entoure a été rénové (l'absence de clôture a contribué aux incidents de vol). 
Au cours de cette période, le concept de nouveaux déplacements du cimetière a émergé, ce qui a été empêché par l'initiative de Leon Schönker, le président de la Congrégation religieuse juive d'Oświęcim, qui a demandé que la zone existante soit laissée comme cimetière historique.
Dans les années 1970 et 1980, le cimetière a été dévasté à plusieurs reprises par des vandales locaux. En 1987-1988, le cimetière est rénové et rangé. Bientôt, un ohel fut érigé sur les tombes de la famille Scharf, financé par Asher Scharf de New York.
En décembre 2003, 16 pierres tombales du cimetière ont été renversées par des inconnus. Quelques jours auparavant, deux grandes croix gammées avaient été peintes sur le mur du cimetière. Ceux-ci ont été enlevés par la police municipale.
Depuis 2014, des volontaires de la Fondation Matzevah, Action Reconciliation Service For Peace (ARSP) et des volontaires locaux ont réparé plusieurs pans du mur extérieur, installé les matzevot dans 25 supports en béton et installé un chemin de gravier menant à un Ohel à l'arrière du cimetière. Aussi depuis 2014 le cimetière est un monument classé. Selon l'Institut national du patrimoine culturel et son registre des monuments, le cimetière est l'un des cimetières les mieux conservés et les mieux restaurés de Małopolska ; les pierres tombales préservées ont une valeur artistique considérable et le paysage de haute verdure donne un caractère de parc.

### Début duXXIesiècle
En 2000, le dernier habitant juif d'Oświęcim, Szymon Kluger (décédé le 26 mai 2000), a été enterré au cimetière. Son corps a été placé dans un Ohel spécialement construit. Dans les années 2003-2004, le cimetière a été réaménagé.

## Sépultures et pierres tombales
Parmi les personnes enterrées au cimetière juif d'Oświęcim figurent :
- Jakub Haberfeld (1839–1904) - président de la communauté religieuse israélienne d'Oświęcim, conseiller, propriétaire d'une usine de vodka et de liqueur.
- Jozef Thieberg (1855-1916). La pierre tombale de Józef Thieberg a été retrouvée lors de la démolition d'un des monuments du cimetière catholique près d'Oświęcim. Thieberg était conseiller à Oświęcim et président de la communauté religieuse d'Oświęcim dans les années 1910-1916.
- Wiktor Owadja Leibler (1869–1929) - propriétaire de l'hôtel Herz à Oświęcim, conseiller et militant d'organisations sionistes. Liebler a également été l'un des fondateurs du gymnase d'Oświęcim (aujourd'hui le Fr. Stanisław Konarski à Oświęcim) et membre actif de la Croix-Rouge.

## Formes de pierre tombale

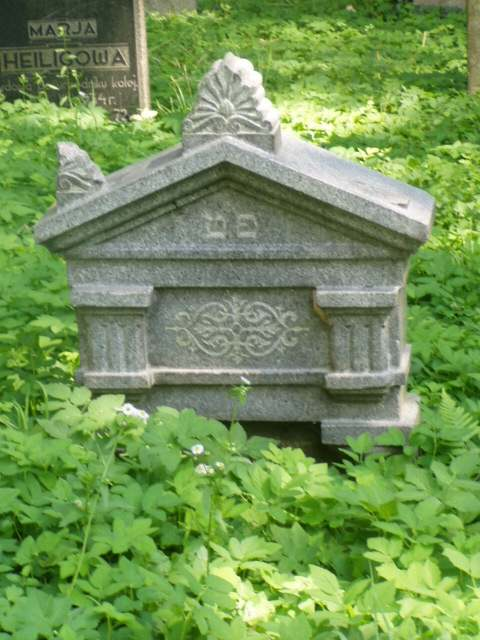
Une pierre tombale en forme de stèle au cimetière juif d'Oświęcim

Les matzevot plats classiques en grès sont la forme prédominante du cimetière juif d'Oświęcim. En raison du matériau, ces pierres tombales se délaminent souvent et se détériorent avec le temps. D'autres formes présentes dans le cimetière sont des obélisques et de petites pierres tombales verticales.
Des représentations décoratives ou symboliques liées au symbolisme et au mysticisme du judaïsme étaient souvent placées sur les pierres tombales. Les symboles les plus communs apparaissant dans le cimetière d'Oświęcim sont les motifs d'une couronne, d'un palmier et d'un chandelier à cinq branches.
Les matzevot du cimetière ont la forme typique d'un rectangle debout fermé par un arc en plein cintre, ou parfois fermé par un pignon. Le fleuron contient le plus souvent des éléments décoratifs, symboliques ou la formule initiale d'une inscription. Dans le cas de certaines pierres tombales, la partie texte est séparée du sommet par une corniche profilée. Sur le mur avant de la matzevah, il y a une inscription, généralement en hébreu. Sur plusieurs tombes de couples mariés, il y a des matzevot jumeaux fermés par des arcs en plein cintre.
Dans le cimetière, la pierre tombale d'Abraham Aba a été trouvée. C'est la plus ancienne matzevah trouvée dans le cimetière, actuellement restaurée et incluse dans l'exposition du Musée juif d'Oświęcim. Abraham Aba est mort le 21 octobre 1757.

### Obélisques
L'obélisque est un poteau monolithique à quatre côtés, effilé vers le haut et tronqué au sommet, sur le piédestal et le piédestal. Les inscriptions sont placées à la fois sur le piédestal et dans la partie supérieure de l'obélisque (où sont également placés des éléments décoratifs et symboliques). Les monuments de ce type ont été financés par des citadins plus aisés (y compris la famille Haberfeld). 

### Stèles
La forme d'une stèle est formée de plaques verticales fermées par deux demi-colonnes et surmontées d'un fronton, le plus souvent en forme d'arc ou de triangle. Le plus souvent, il y a un panneau d'inscription entre les demi-colonnes et des représentations symboliques au sommet.